# Campeonato Paulista de Futebol de 2014 - Série A1
A Série A1 do Campeonato Paulista de Futebol de 2014 foi a 74.ª edição do campeonato organizado pela Federação Paulista de Futebol da principal divisão do futebol paulista, cujo nome oficial foi Paulistão Ônix 2014 por motivos de patrocínio com a Chevrolet. A fórmula de disputa deste ano foi diferente das outras edições. O Ituano foi campeão pela segunda vez, batendo o Santos nos pênaltis na partida final.

## Histórico
As mudanças no regulamento para o Campeonato Paulista de 2014 foram aprovadas pelas Federação Paulista de Futebol em outubro de 2013, depois de uma reunião com os clubes. Uma nova fórmula havia sido cobrada pelo Bom Senso F.C., que pedia um período maior de férias e de pré-temporada. Mas o presidente da FPF, Marco Polo Del Nero, diz que o enxugamento das datas do torneio foi mais por acordo com a Rede Globo, detentora dos direitos de transmissão da competição, do que para atender ao movimento de jogadores que pede alterações no calendário do futebol. Pelo contrato do Paulistão, a Globo tem o direto a 23 datas do torneio, mas essas tiveram de reduzidas para 19 por conta da Copa do Mundo de 2014, mas a emissora só aceitaria a queda no número de jogos se não perdesse jogos de grande audiência na primeira fase, ou seja, os clássicos, o que fez a FPF adotar uma fórmula estranha.

## Regulamento

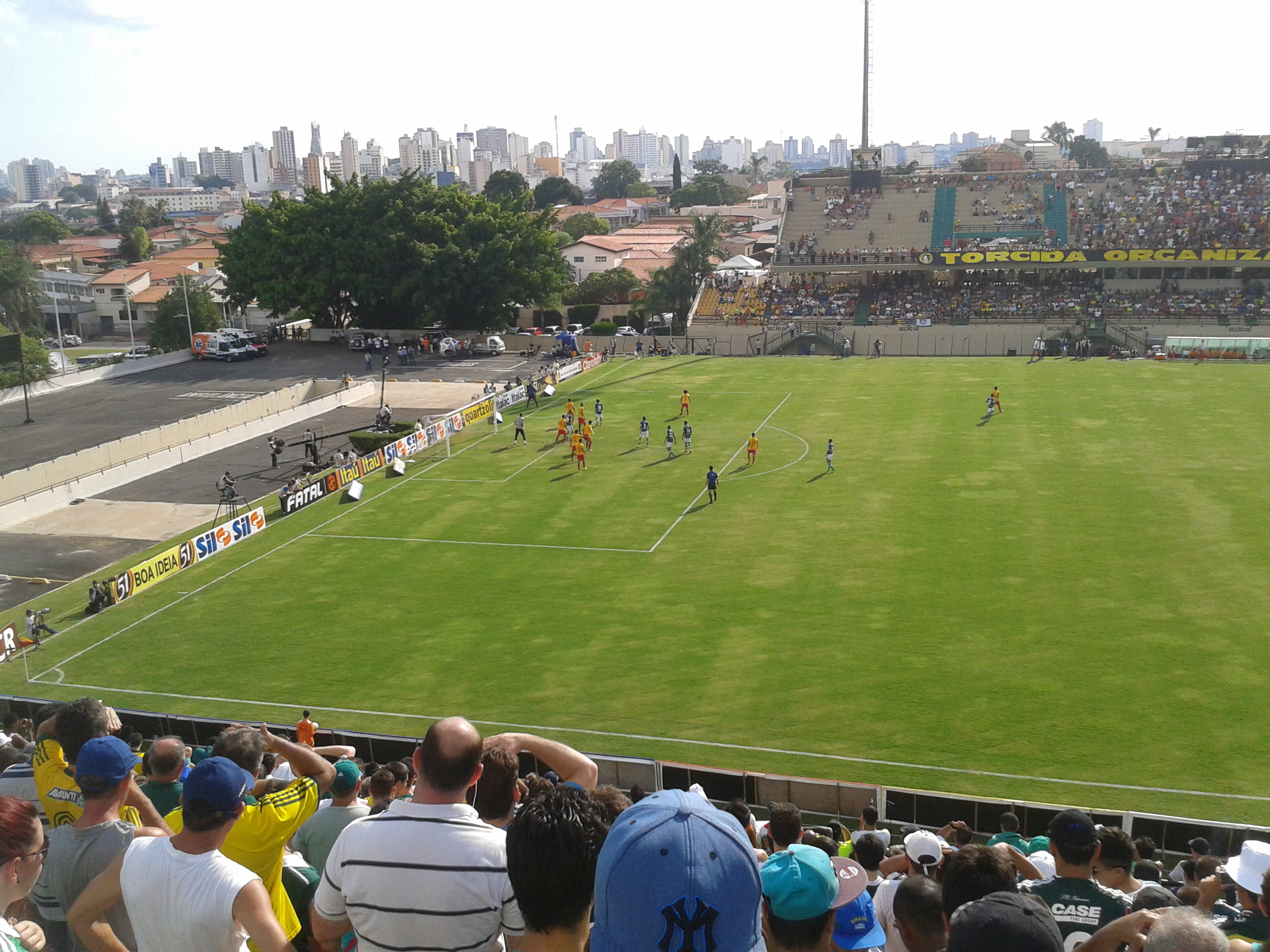
Partida entre Atlético Sorocaba e Palmeiras na primeira fase

O "Paulistão" será disputado por 20 clubes, divididos em quatro grupos com cinco equipes cada. Os times que estão na mesma chave enfrentam apenas os clubes de outros grupos. No total, cada participante vai realizar 15 partidas na primeira fase. A primeira fase acontecerá de 18 de janeiro a 23 de março. Os dois mais bem classificados de cada chave avançam às quartas de final, que será disputada em jogo único - com o mando de campo ao clube de melhor campanha no somatório das fases anteriores. Em caso de empate no tempo regulamentar, o confronto será decidido através de pênaltis. A semifinal também será definida em apenas uma partida e com possibilidade de decisão por penais. Já a final acontecerá em dois jogos, e em caso de empate em pontos (uma vitória para cada time ou dois empates), o primeiro critério de desempate será o saldo de gols na fase final. Caso o empate persista, o confronto será decidido através de pênaltis. O gol marcado fora de casa não vale como critério de desempate.
Os quatro times que somarem menos pontos na primeira fase estarão rebaixados para a Série A2 de 2015. Já os três primeiros colocados ganham o direito de disputar a Copa do Brasil de 2015. Caso algum clube se classifique para a Copa Libertadores da América de 2015, a vaga será repassada ao 4º colocado e assim por diante. Além disso, os dois clubes mais bem classificados que não pertençam à Série A, Série B ou a Série C garantem vaga na Série D de 2014.

### Critérios de desempate
Caso haja empate de pontos entre dois clubes, os critérios de desempates são aplicados na seguinte ordem:
1. Número de vitórias
2. Saldo de gols
3. Gols marcados
4. Número de cartões vermelhos
5. Número de cartões amarelos
6. Sorteio

## Participantes
| Equipe            | Cidade                | Em 2013        | Estádio                 | Capacidade | Títulos             |
| ----------------- | --------------------- | -------------- | ----------------------- | ---------- | ------------------- |
| Atlético Sorocaba | Sorocaba              | 15º (Série A1) | Walter Ribeiro          | 13 722     | 0 (não possui)      |
| Audax [a]         | São Paulo             | 3° (Série A2)  | José Liberatti (Osasco) | 12 430     | 0 (não possui)      |
| Botafogo          | Ribeirão Preto        | 7º (Série A1)  | Santa Cruz              | 29 292     | 0 (não possui)      |
| Bragantino        | Bragança Paulista     | 11º (Série A1) | Nabi Abi Chedid         | 17 128     | 1 (1990)            |
| Comercial         | Ribeirão Preto        | 4º (Série A2)  | Palma Travassos         | 18 277     | 0 (não possui)      |
| Corinthians       | São Paulo             | 1º (Série A1)  | Pacaembu                | 40 199     | 27 (último em 2013) |
| Ituano            | Itu                   | 14º (Série A1) | Novelli Júnior          | 18 560     | 1 (2002)            |
| Linense           | Lins                  | 9º (Série A1)  | Gilberto Siqueira Lopes | 15 770     | 0 (não possui)      |
| Mogi Mirim        | Mogi Mirim            | 4º (Série A1)  | Vail Chaves             | 19 900     | 0 (não possui)      |
| Oeste             | Itápolis              | 16º (Série A1) | Amaros                  | 14 074     | 0 (não possui)      |
| Palmeiras         | São Paulo             | 6º (Série A1)  | Pacaembu [b]            | 40 199     | 22 (último em 2008) |
| Paulista          | Jundiaí               | 13º (Série A1) | Jayme Cintra            | 15 155     | 0 (não possui)      |
| Penapolense       | Penápolis             | 8º (Série A1)  | Tenente Carriço         | 8 769      | 0 (não possui)      |
| Ponte Preta       | Campinas              | 5º (Série A1)  | Moisés Lucarelli        | 19 728     | 0 (não possui)      |
| Portuguesa        | São Paulo             | 1° (Série A2)  | Canindé                 | 21 004     | 3 (último em 1973)  |
| Rio Claro         | Rio Claro             | 2º (Série A2)  | Augusto Schmidt Filho   | 6 284      | 0 (não possui)      |
| Santos            | Santos                | 2º (Série A1)  | Vila Belmiro            | 16 798     | 20 (último em 2012) |
| São Bernardo      | São Bernardo do Campo | 12º (Série A1) | Primeiro de Maio        | 15 789     | 0 (não possui)      |
| São Paulo         | São Paulo             | 3º (Série A1)  | Morumbi                 | 67 428     | 21 (último em 2005) |
| XV de Piracicaba  | Piracicaba            | 10º (Série A1) | Barão de Serra Negra    | 18 000     | 0 (não possui)      |

OBS:a. ^  O Audax foi vendido ao mesmo grupo que administra o Grêmio Osasco em 17 de setembro de 2013. Com isso, passou a ser chamado Grêmio Osasco Audax EC e mandou seus jogos no Estádio José Liberatti. Contudo, a sede administrativa do clube continua sendo em São Paulo.
b. ^  O Estádio Palestra Itália está fechado para a reforma e construção da Allianz Parque, com isso o Palmeiras mandará seus jogos no Estádio do Pacaembu.

## Primeira fase

### Grupo A
| Atualizado em 24 de março. | v d e |

### Grupo B
|  | v d e |

### Grupo C
| Atualizado em 24 de março. | v d e |

### Grupo D
|  | v d e |

### Confrontos
| Vitória do mandante; Vitória do visitante; Empate. | Em vermelho os jogos da próxima rodada; Em verde jogos atrasados e/ou adiados; Em negrito os jogos "clássicos". |

## Desempenho por rodada

### Grupo A
Clubes que lideraram o Grupo A ao final de cada rodada:
| 1   | 2   | 3   | 4   | 5   | 6   | 7   | 8   | 9   | 10  | 11  | 12  | 13  | 14  | 15  |
| COM | SPA | SPA | SPA | SPA | SPA | SPA | CAP | CAP | CAP | CAP | SPA | SPA | SPA | SPA |

Clubes que ficaram na lanterna no Grupo A ao final de cada rodada:
| 1   | 2   | 3   | 4   | 5   | 6   | 7   | 8   | 9   | 10  | 11  | 12  | 13  | 14  | 15  |
| SPA | CAP | ATS | ATS | ATS | ATS | ATS | ATS | ATS | ATS | COM | ATS | ATS | ATS | ATS |

### Grupo B
Clubes que lideraram o Grupo B ao final de cada rodada:
| 1   | 2   | 3   | 4   | 5   | 6   | 7   | 8   | 9   | 10  | 11  | 12  | 13  | 14  | 15  |
| COR | COR | BOT | BOT | BOT | BOT | BOT | BOT | BOT | BOT | BOT | BOT | BOT | BOT | BOT |

Clubes que ficaram na lanterna no Grupo B ao final de cada rodada:
| 1   | 2   | 3   | 4   | 5   | 6   | 7   | 8   | 9   | 10  | 11  | 12  | 13  | 14  | 15  |
| BOT | XVP | ITU | ITU | ITU | COR | COR | COR | COR | XVP | XVP | XVP | XVP | XVP | XVP |

### Grupo C
Clubes que lideraram o Grupo C ao final de cada rodada:
| 1   | 2   | 3   | 4   | 5   | 6   | 7   | 8   | 9   | 10  | 11  | 12  | 13  | 14  | 15  |
| SBE | SBE | SBE | SAN | SAN | SAN | SAN | SAN | SAN | SAN | SAN | SAN | SAN | SAN | SAN |

Clubes que ficaram na lanterna no Grupo C ao final de cada rodada:
| 1   | 2   | 3   | 4   | 5   | 6   | 7   | 8   | 9   | 10  | 11  | 12  | 13  | 14  | 15  |
| POR | PON | PTA | PTA | POR | PTA | PTA | PTA | PTA | PTA | PTA | PTA | PTA | PTA | PTA |

### Grupo D
Clubes que lideraram o Grupo D ao final de cada rodada:
| 1   | 2   | 3   | 4   | 5   | 6   | 7   | 8   | 9   | 10  | 11  | 12  | 13  | 14  | 15  |
| BRA | BRA | PAL | PAL | PAL | PAL | PAL | PAL | PAL | PAL | PAL | PAL | PAL | PAL | PAL |

Clubes que ficaram na lanterna no Grupo D ao final de cada rodada:
| 1   | 2   | 3   | 4   | 5   | 6   | 7   | 8   | 9   | 10  | 11  | 12  | 13  | 14  | 15  |
| OES | MOG | RCL | RCL | OES | OES | OES | OES | OES | OES | OES | OES | OES | OES | OES |

## Fase final
Em itálico, os times que possuem o mando de campo no confronto de quartas e semifinal (e no 2º jogo da final) e em negrito os times classificados.
|  | Quartas de final | Quartas de final  | Quartas de final |              |             | Semifinais | Semifinais | Semifinais |  |  | Final | Final  | Final | Final | Final |
|  |                  |                   |                  |              |             |            |            |            |  |  |       |        |       |       |       |
|  | 1°               | Santos            | 4                |              |             |            |            |            |  |  |       |        |       |       |       |
|  | 6°               | Ponte Preta       | 0                |              |             |            |            |            |  |  |       |        |       |       |       |
|  | 6°               | Ponte Preta       | 0                |              | 1°          | Santos     | 3          |            |  |  |       |        |       |       |       |
|  |                  |                   |                  |              | 1°          | Santos     | 3          |            |  |  |       |        |       |       |       |
|  |                  | 8°                | Penapolense      | 2            |             |            |            |            |  |  |       |        |       |       |       |
|  | 5º               | 8°                | Penapolense      | 2            | São Paulo   | 0 (4)      |            |            |  |  |       |        |       |       |       |
|  | 5º               |                   |                  |              | São Paulo   | 0 (4)      |            |            |  |  |       |        |       |       |       |
|  | 8º               | Penapolense (pen) | 0 (5)            |              |             |            |            |            |  |  |       |        |       |       |       |
|  |                  |                   |                  |              |             |            |            |            |  |  | 1º    | Santos | 0     | 1 (6) |       |
|  |                  |                   | 4º               | Ituano (pen) | 1           | 0 (7)      |            |            |  |  |       |        |       |       |       |
|  | 2º               | Palmeiras         | 2                |              |             |            |            |            |  |  |       |        |       |       |       |
|  | 7°               | Bragantino        | 0                |              |             |            |            |            |  |  |       |        |       |       |       |
|  | 7°               | Bragantino        | 0                |              | 2°          | Palmeiras  | 0          |            |  |  |       |        |       |       |       |
|  |                  |                   |                  |              | 2°          | Palmeiras  | 0          |            |  |  |       |        |       |       |       |
|  |                  | 4º                | Ituano           | 1            |             |            |            |            |  |  |       |        |       |       |       |
|  | 3°               | 4º                | Ituano           | 1            | Botafogo-SP | 0 (1)      |            |            |  |  |       |        |       |       |       |
|  | 3°               |                   |                  |              | Botafogo-SP | 0 (1)      |            |            |  |  |       |        |       |       |       |
|  | 4º               | Ituano (pen)      | 0 (4)            |              |             |            |            |            |  |  |       |        |       |       |       |

## Premiação
| Campeonato Paulista de Futebol de 2014 |
| Itu                                    |
| -------------------------------------- |
| ITUANO Campeão (2º título)             |

| Troféu do Interior de 2014      |
| Penápolis                       |
| ------------------------------- |
| Penapolense Campeão (1º título) |

## Seleção do campeonato
| Posição          | Jogador             | Clube       |
| Goleiro          | Fernando Prass      | Palmeiras   |
| Lateral-direito  | Cicinho             | Santos      |
| Zagueiro         | Lúcio               | Palmeiras   |
| Zagueiro         | Anderson Salles     | Ituano      |
| Lateral-esquerdo | Álvaro Pereira      | São Paulo   |
| Volante          | Arouca              | Santos      |
| Volante          | Hudson              | Botafogo-SP |
| Meia             | Cícero              | Santos      |
| Meia             | Geuvânio            | Santos      |
| Atacante         | Luís Fabiano        | São Paulo   |
| Atacante         | Alan Kardec         | Palmeiras   |
| Técnico          | Oswaldo de Oliveira | Santos      |
| Craque da Galera | Luís Fabiano        | São Paulo   |
| ---------------- | ------------------- | ----------- |

- Revelação: Geuvânio (Santos)
- Craque do Interior: Léo Costa (Rio Claro)
- Craque do Campeonato: Cícero (Santos)

Fonte:

## Artilharia
| Gols | Jogador          | Time             |
| ---- | ---------------- | ---------------- |
| 9    | Alan Kardec      | Palmeiras        |
| 9    | Cícero           | Santos           |
| 9    | Léo Costa        | Rio Claro        |
| 9    | Luís Fabiano     | São Paulo        |
| 8    | Romarinho        | Corinthians      |
| 7    | Bady             | São Bernardo     |
| 7    | David            | Paulista         |
| 7    | Gabriel          | Santos           |
| 7    | Geuvânio         | Santos           |
| 7    | Henrique Dourado | Portuguesa       |
| 6    | Alemão           | Ponte Preta      |
| 6    | Anderson Salles  | Ituano           |
| 6    | Magrão           | Mogi Mirim       |
| 6    | Thiago Ribeiro   | Santos           |
| 5    | Alexandro        | Penapolense      |
| 5    | Jonathan Cafu    | XV de Piracicaba |
| 5    | Danilo Alves     | São Bernardo     |
| 5    | Douglas Tanque   | Penapolense      |
| 5    | Leandro Damião   | Santos           |
| 5    | Mike             | Botafogo-SP      |
| 5    | Rafael Silva     | Ituano           |
| 5    | Serginho         | Mogi Mirim       |

Fonte:

## Maiores públicos
Esses são os dez maiores públicos do Campeonato:
- PP. ^ Considera-se apenas o público pagante

## Classificação geral
Atualizado em 13 de abril de 2014
Legenda
|                      |  |
| Campeão Vice-campeão |  |

|                                                           |  |
| Eliminados nas semifinais Eliminados nas quartas de final |  |

| Eliminados na primeira fase Rebaixados |